# Sterling Allen Brown
Pour les articles homonymes, voir Brown.
Sterling Allen Brown, né le 1er mai 1901 à Washington (district de Columbia), mort le 13 janvier 1989 à  Takoma Park dans l'État du Maryland est un poète, essayiste, critique littéraire, anthologiste et professeur afro-américain dont les recherches ont porté notamment sur la culture populaire afro-américaine du Sud des États-Unis et sur la représentation des Noirs dans la littérature américaine. Il fut une des figures du mouvement culturel dit de la Renaissance de Harlem.

## Biographie

### Jeunesse et formation
Sterling Allen Brown est le benjamin des six enfants du révérend Sterling Nelson Brown, un pasteur et professeur de théologie à l'Université Howard, et d'Adelaide Allen Brown, diplômée de l'Université Fisk. Il grandit à proximité du campus de l'Université Howard dans un appartement de la Lincoln Temple United Church of Christ (en) où officie son père. Dès son plus jeune âge il fait la connaissance d'universitaires afro-américains comme W. E. B. Du Bois ou Alain Locke. Durant ses études secondaires à la Dunbar High School (Washington, D.C.) (en), il aura des professeurs prestigieux comme Jessie Redmon Fauset. Grâce à sa mère il découvre la littérature anglaise et s'éprend des livres de Henry Wadsworth Longfellow et de Paul Lawrence Dunbar qui marqueront son écriture. Il achève ses études secondaires en 1918 avec la mention valedictorian,.
Sterling Allen Brown est accepté au Williams College de Williamstown dans le Massachusetts où il étudie la littérature française et anglaise, il obtient le Bachelor of Arts (licence) en 1922. Grâce à une bourse d'études, iI poursuit ses études universitaires à l'Université Harvard, où il soutient avec succès son Master of Arts (mastère) en 1923. À Harvard, il suit les séminaires de Bliss Perry (en) et de George Lyman Kittredge (en) qui l'encouragent à faire des recherches sur la culture populaire.

### Carrière
Il enseigna l'anglais à l'université Howard pendant une quarantaine d'années. Il écrivit plusieurs ouvrages sur la littérature et le folklore des Afro-américains. En 1933, il publia son premier recueil de poèmes, intitulé Southern Road. Sa poésie influença la culture noire-américaine, notamment dans la musique. Bien qu'il ait passé la plus grande partie de sa vie à Brookland, un quartier de Washington, les spécialistes le rattachent au mouvement de la Renaissance de Harlem.

### Vie personnelle
Il épouse Daisy Turnbull en 1927.

## Œuvres
- (en-US) Negro in American Fiction, Argosy-Antiquarian, 1937, rééd. 1969, 232 p. (OCLC 640083978, lire en ligne),
- (en-US) Co-écrit avec Lillian Herlands Hornstein, G.D. Percy, William L. Halstead & al., The Reader's Companion to World Literature, New Americam Library, 1956, rééd. 1 janvier 2002, 805 p. (ISBN 9780451205131, lire en ligne),
- (en-US) Negro Poetry and Drama, and the Negro in American Fiction, Atheneum, 1er juin 1969, 209 p. (ISBN 9780689700248),
- (en-US) Co-écrit avec George E. Haynes, Negro Newcomers in Detroit, Arno Press, 1969, 88 p. (ISBN 9780405019265, lire en ligne),
- (en-US) The Negro Caravan, Beaufort Books, 1 janvier 1970, rééd. 2000, 1082 p. (ISBN 9780405018527),
- (en-US) Last Ride of Wild Bill and Eleven Narrative Poems, Broadside Press, 1975, rééd. 1 février 1976, 53 p. (ISBN 9780910296021),
- (en-US) Southern Road, Beacon Press, 1974, rééd. 1 novembre 2004, 135 p. (ISBN 9780807063873),
- (en-US) The Collected Poems, Triquarterly, 1980, rééd. 8 avril 1996, 267 p. (ISBN 9780810150454),
- (en-US) A Son's Return: Selected Essays of Sterling A. Brown, Northeastern, 14 novembre 1996, 288 p. (ISBN 9781555532741),

## Prix et distinctions
- 1937 : bousier de la fondation John-Simon-Guggenheim[6],
- 1981 : lauréat du Lenore Marshall Poetry Prize (en), décerné par l'Academy of American Poets pour son recueil de poésie The Collected Poems of Sterling A. Brown[7],

#### Notices dans des encyclopédies et manuels de référence
- (en-US) Ruth Miller, Blackamerican literature, 1760-present, Glencoe Press, 1971, 774 p. (OCLC 640537257, lire en ligne), p. 353-362,
- (en-US) American National Biography, Volume 3, Oxford University Press, USA, 1990, 973 p. (ISBN 9780195127829, lire en ligne), p. 734-736. ,
- (en-US) Dictionary of American Writers, Merriam-Webster, 2001 (ISBN 9780877790228, lire en ligne), p. 59,
- (en-US) Hans Ostrom, Encyclopedia of African American literature, volume 1, Greenwood Press, 1er septembre 2005, 389 p. (ISBN 9780313329722, lire en ligne), p. 204-205,
- (en-US) Mary McAleer Balkun (dir.), The Greenwood Encyclopedia of American Poets and Poetry, volume 1, Greenwood Press, 1er décembre 2005, 357 p. (ISBN 9780313323812, lire en ligne), p. 208-210.

#### Articles
- (en-US) Robert G. O'Meally, « "Game to the Heart": Sterling Brown and the Badman », Callaloo, No. 14/15,‎ février - mai 1982, p. 43-54 (12 pages) (lire en ligne),
- (fr) Maurice A. Lubin, « Sterling A. Brown est mort », Présence Africaine, Nouvelle série, No. 148,‎ 4e trimestre 1988, p. 176-177 (2 pages) (lire en ligne),
- (en-US) John S. Wright, « The New Negro Poet and the Nachal Man: Sterling Brown's Folk Odyssey », Black American Literature Forum, Vol. 23, No. 1,‎ printemps 1989, p. 95-105 (11 pages) (lire en ligne),
- (en-US) Ellen Conroy Kennedy, « Looking for Sterling Brown's Howard County », Callaloo, Vol. 21, No. 4,‎ automne 1998, p. 870-881 (12 pages) (lire en ligne),
- (en-US) Joanne V. Gabbin, « Sterling Brown's Poetic Voice: A Living Legacy », African American Review, Vol. 31, No. 3,‎ automne 1997, p. 423-431 (9 pages) (lire en ligne),
- (en-US) Phillip M. Richards, « Sterling Brown, Past and Present », The Massachusetts Review, Vol. 53, No. 1,‎ printemps 2012, p. 68-89 (22 pages) (lire en ligne),